# Pseudopallene laevis
Pseudopallene laevis is een zeespin uit de familie Callipallenidae. De soort behoort tot het geslacht Pseudopallene. Pseudopallene laevis werd in 1881 voor het eerst wetenschappelijk beschreven door P.P.C. Hoek. 